# Kajak i kanu na mirnim vodama
Kajak i kanu na mirnim vodama je sport na vodi u kojem se natjecatelji natječu veslajući u čamcima na određenim dionicama. Postoje dvije glavne izvedbe čamaca za ovaj sport, a to su kajak i kanu. Razlika je ta što kod kajaka svaki veslač koristi veslo s dvjema lopaticama, dok se kod kanua koristi veslo s jednom lopaticom. Radi bolje primjene sile uobičajeno je da kanuist za vrijeme veslanja kleči na jednoj nozi, dok kajakaš sjedi. Na mirnim vodama u kanuu se kleči s jednom nogom, a na divljim s dvije.
U odnosu na drugi vodeni sport koji uključuje čamce na mirnim vodama, veslanje, veslači u ovom sportu nemaju pokretna sjedišta niti izbočnike na čamcu, te veslo svom težinom drže u rukama. Također, važno je istaknuti razliku između ovog sporta i kajaka i kanua na divljim vodama: 'mirna voda' označava dakle jezero ili drugu vodenu površinu na kojoj nema primjetnog kretanja vode niti većih valova. 'Divlja voda' označava brze rijeke u kojima je tijek vode zamjetan, te su prisutni valovi, brzaci, slapovi i dr.

## Discipline
Kajak i kanu na mirnim vodama je u programu Olimpijskih igara još od Igara u Berlinu 1936. za muškarce te od Igara u Londonu 1948. za žene. I muškarci i žene se natječu u kanuu i kajaku, samo što su muškarci zastupljeniji u kanuu, a dok žena u Hrvatskoj niti nema u disciplinama u kanuu. Trenutno su na programu Igara sljedeće discipline (slovom 'C' se označavaju kanu, a slovom 'K' kajak disicpline):
- C-1 1000 m (kanu jednoklek) muški
- C-1 500 m (kanu jednoklek) muški
- C-2 1000 m (kanu dvoklek) muški
- C-2 500 m (kanu dvoklek) muški
- K-1 1000 m (kajak jednosjed) muški
- K-1 500 m (kajak jednosjed) muški
- K-1 500 m (kajak jednosjed) žene
- K-2 1000 m (kajak dvosjed) muški
- K-2 500 m (kajak dvosjed) muški
- K-2 500 m (kajak dvosjed) žene
- K-4 1000 m (kajak četverosjed) muški
- K-4 500 m (kajak četverosjed) žene

Na drugim natjecanjima još se sreće i kanu četveroklek, a natjecanja se održavaju i na distanci od 200 m.
- Kanu maraton

## Kajak i kanu u Hrvatskoj
U Hrvatskoj postoji duga i uspješna tradicija ovog sporta. Najpoznatiji natjecatelj je bio višestruki svjetski prvak i olimpijski pobjednik Matija Ljubek, koji je najveće uspjehe postigao u disciplinama C-1 i C-2.
Organizacija koja koja koordinira rad klubova i reprezentacija u ovom sportu je Hrvatski kajakaški savez, koji je zadužen za kajak i kanu kako na mirnim, tako i na divljim vodama.

## Klubovi u Hrvatskoj
- KK Belišće (Belišće)
- KKK Cibalea (Vinkovci)
- KKK Hrvatska Kostajnica (Hrvatska Kostajnica)
- KKK Jarun (Zagreb)
- KK Končar (Zagreb)
- KKK Kupa (Petrinja)
- KKK Olimpik (Slavonski Brod)
- KKK Marsonia (Slavonski Brod)
- KKK Matija Ljubek (Zagreb)
- KKK Mračaj (Runovići)
- KKK Našice (Našice)
- KKK Odra (Sisak)
- KKK Oriolik (Slavonski Kobaš)
- KKK Rab '83 (Rab)
- KKK Vrsar (Vrsar)
- KKK Vukovar 91 (Vukovar)

## Poveznice
- Hrvatski kajakaški savez
- Popis dugovječnih i značajnijih natjecanja u Hrvatskoj
- Svjetsko prvenstvo u kajaku i kanuu na mirnim vodama – Zagreb 2005.
- Veslanje zmajevih čamaca (Dragon boat), poznato i kao kinesko veslanje
- Jedrenje kanuom

## Vanjske poveznice
- ICF - Međunarodna kanu federacija
- Hrvatski kajakaški savez